# September 2008
Portal Geschichte | Portal Biografien | Aktuelle Ereignisse | Jahreskalender | Tagesartikel

◄ |
20. Jahrhundert |
21. Jahrhundert

◄ |
1970er |
1980er |
1990er |
2000er
| 2010er | 2020er | 2030er | ►

◄ |
2004 |
2005 |
2006 |
2007 |
2008
| 2009 | 2010 | 2011 | 2012 | ►

◄ |
Juni 2008 |
Juli 2008 |
August 2008 |
September 2008 |
Oktober 2008 |
November 2008 |
Dezember 2008 |
►
Dieser Artikel behandelt tagesbezogene Nachrichten und Ereignisse im September 2008.

## Tagesgeschehen

### Montag, 1. September 2008
- Berlin/Deutschland: Seit heute müssen Ausländer in Deutschland zur Einbürgerung einen bundeseinheitlichen Einbürgerungstest bestehen. Dieser besteht aus 33 Fragen, die per Zufall aus einem Katalog von 310 Fragen ausgewählt werden. 17 Antworten müssen richtig sein.[1]
- Lushan/China: Im Kreis Lushan in Zentralchina wird die 108,5 m hohe Statue des Zhongyuan-Buddhas fertiggestellt.[2]
- New Orleans/Vereinigte Staaten: Der Hurrikan Gustav, der in der Karibik bereits viele Todesopfer forderte, erreicht östlich von New Orleans stark abgeschwächt das Festland. Dennoch sterben im Süden der USA acht Menschen. Vielerorts ist die Stromversorgung unterbrochen.[3]
- Saint Paul/Vereinigte Staaten: In Minnesota findet die Republican National Convention zur Nominierung des republikanischen Präsidentschaftskandidaten statt, wofür seit langem Senator John McCain feststeht. Vizepräsidentin soll Sarah Palin aus Alaska werden, deren unkonventionelle Art frischen Wind in den Parteitag und McCains Wahlkampagne bringt.[4]
- Tokio/Japan: Japans Ministerpräsident Yasuo Fukuda kündigt nach rund einjähriger Amtszeit seinen Rücktritt an, um ein „politisches Vakuum“ zu verhindern. Er wird bis zum Parteitag der regierenden LDP im Amt bleiben. Seine Regierungsumbildung vor einem Monat war von Opposition und Wirtschaft nicht goutiert worden, so dass Neuwahlen gefordert wurden. Für die Wahl des Nachfolgers wird Ex-Außenminister und LDP-Generalsekretär Tarō Asō favorisiert.[5]

### Dienstag, 2. September 2008

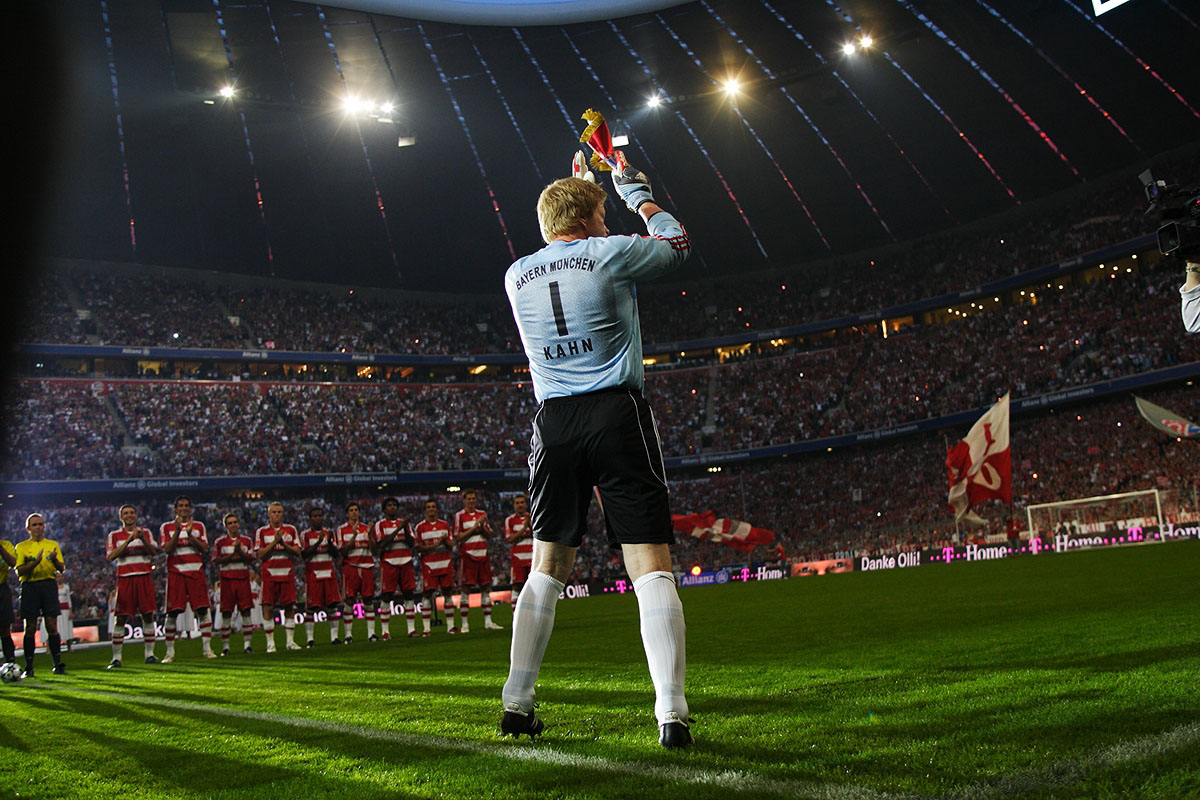
Oliver Kahn nimmt Abschied

- Bangkok/Thailand: Die thailändische Regierung verhängt nach blutigen Ausschreitungen den Ausnahmezustand.[6]
- Berlin/Deutschland: Gemäß einer Bitkom-Studie haben Betrüger beim Online-Banking im Jahre 2007 in etwa 4.100 Fällen über 19 Millionen Euro von Kundenkonten erbeutet (Phishing).[7]
- Leipzig/Deutschland: Der Generalbundesanwalt beim Bundesgerichtshof hat Anklage gegen drei mutmaßliche islamistische Terroristen erhoben, die im September 2007 als Aktivisten der IJU bzw. der Sauerland-Gruppe bei der Vorbereitung eines Sprengstoffanschlages im sauerländischen Oberschledorn festgenommen worden waren.[8]
- Mountain View/Vereinigte Staaten: In einem Weblog werden Planungen der Google Inc. bekannt, einen eigenen Open Source Webbrowser namens Google Chrome in Konkurrenz zum Internet Explorer 8 von Microsoft herauszubringen.[9]
- München/Deutschland: In einem Abschiedsspiel zwischen dem FC Bayern München und der deutschen Fußballnationalmannschaft beendet Oliver Kahn seine aktive Laufbahn als Torwart.
- Patna/Indien: Nach wochenlangen Monsunregenfällen und einem großen Deichbruch am Oberlauf des Flusses Dudh Kosi in Nepal ist es zu großflächigen Überschwemmungen im indischen Bundesstaat Bihar gekommen.[10][11]
- Port-au-Prince/Haiti: Auf dem Inselstaat fordert der Hurrikan Hanna mindestens 61 Tote.[12]

### Mittwoch, 3. September 2008

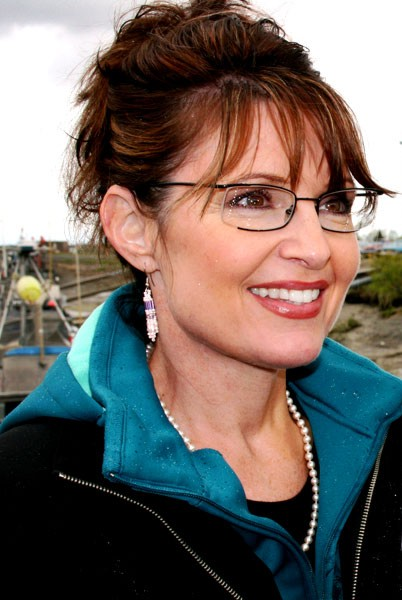
Sarah Palin

- Saint Paul/Vereinigte Staaten: Beim Nominierungsparteitag der Republikanischen Partei werden der Senator von Arizona, John McCain, als Präsidentschaftskandidat und die Gouverneurin von Alaska, Sarah Palin, als Vizepräsidentschaftskandidatin offiziell nominiert.[13]

### Donnerstag, 4. September 2008
- Berlin/Deutschland: Die in einem aktuellen Statusbericht nachgewiesenen gravierenden Unzulänglichkeiten der Schachtanlage Asse im Landkreis Wolfenbüttel für eine Endlagerung radioaktiven Abfalls veranlassen Bundesumweltminister Sigmar Gabriel zu scharfer Kritik an den mit der Verbesserung der Anlage betrauten Fachleuten. Die Suche nach einem geeigneten Endlager scheint wieder bei Null zu beginnen.[14]
- Bihar/Indien: Nach Überschwemmungen in Nepal und im indischen Bundesstaat Bihar sind Hunderttausende von Menschen auf internationale Hilfe angewiesen.[15]
- Kiew/Ukraine: Nach einem monatelangen Machtkampf zwischen Staatspräsident Juschtschenko und Ministerpräsidentin Julija Tymoschenko hat das Parteienbündnis NU-NS seinen Rückzug aus der ukrainischen Regierung angekündigt.[16]
- Reichenbach im Vogtland / Deutschland: Die umstrittene MfS-Ausstellung „Christliches Handeln in der DDR“ wird wieder gezeigt. Ein ehemaliger Stasispitzel (IM „Schubert“) erwirkte vor Gericht ein Verbot der Ausstellung, das mittlerweile aufgehoben wurde.[17]

### Freitag, 5. September 2008
- Lichtenfels/Deutschland: Das letzte 12,5 km lange Teilstück der Bundesautobahn 73 wird bei Lichtenfels in Anwesenheit des Bundesministers Wolfgang Tiefensee und der Ministerpräsidenten Dieter Althaus und Günther Beckstein nach einem Festakt dem Verkehr übergeben.[18]
- Managua/Nicaragua: Präsident Daniel Ortega gibt die Anerkennung als zweiter Staat nach Russland der von Georgien abtrünnigen Republiken Abchasien und Südossetien bekannt.[19]

### Samstag, 6. September 2008
- Glasgow/Vereinigtes Königreich: Beim Eurovision Dance Contest 2008 kämpfen 14 Paare um den Sieg.
- Peking/China: Die 13. Sommer-Paralympics werden feierlich eröffnet.

### Sonntag, 7. September 2008

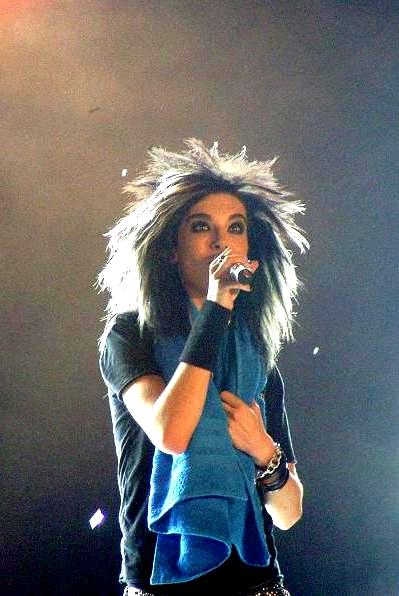
Kopf von Tokio Hotel: Bill Kaulitz

- Berlin/Deutschland: Der Vorsitzende der SPD, Kurt Beck, tritt von seinem Amt zurück. Kommissarischer Vorsitzender wird Bundesaußenminister Frank-Walter Steinmeier. Auf einem Sonderparteitag soll Franz Müntefering wieder zum Vorsitzenden gewählt werden.[20]
- Los Angeles/Vereinigte Staaten: Zu einem seltenen deutschen Erfolg kommt es bei den MTV Video Music Awards. Bei der diesjährigen Preisverleihung gewinnt Tokio Hotel die Kategorie Best New Artist.
- Washington, D.C./Vereinigte Staaten: Die US-Regierung übernimmt die Kontrolle über die Hypothekenbanken Fannie Mae und Freddie Mac, um eine Verschärfung der Finanzkrise ab 2007 zu vermeiden.[21] Fannie und Freddie haben zusammen Darlehen in Höhe von 5,3 Bio. US-Dollar vergeben, was fast die Hälfte aller Hypothekenkredite der USA ist.[22]

### Montag, 8. September 2008
- Havanna/Kuba: Hurrikan Ike erreicht Kuba. Zuvor hatte er auf Haiti 58 Todesopfer gefordert. Dort droht eine Hungersnot, nachdem seit Mitte August 2008 vier Wirbelstürme über das Land zogen und zusammen über 300 Todesopfer forderten.[23]
- Moskau/Russland: Bei einem Treffen des französischen Präsidenten Nicolas Sarkozy als EU-Ratspräsident mit dem russischen Präsidenten Dmitri Medwedew hat Russland den Abzug seiner Truppen aus dem Kernland Georgiens innerhalb eines Monats angekündigt. Es sollten allerdings russische Friedenstruppen in Südossetien und Abchasien verbleiben. (siehe dazu Kaukasus-Konflikt 2008)[24]
- Peking/China: Eine Schlammlawine in der chinesischen Provinz Shanxi fordert mindestens 151 Tote, es werden weiteren Opfer befürchtet. Auslöser war ein Dammbruch an einem Ablagerungsbecken einer illegal betriebenen Eisenerzgrube.[25]
- Warschau/Polen: Ein heute 45-jähriger soll seine heute 21-jährige Tochter über einige Jahre gefangen gehalten, missbraucht und zwei Kinder mit ihr gezeugt haben. Der Inzestfall erinnert damit an den österreichischen Fall Josef Fritzl 2008.[26][27]

### Dienstag, 9. September 2008
- Berlin/Deutschland: Die Bundesdruckerei GmbH veröffentlicht eine Pressemitteilung, in der ihre bevorstehende Wiederverstaatlichung durch die Bundesrepublik Deutschland angekündigt wird.[28][29]
- New York / Vereinigte Staaten: Roger Federer gewinnt die US Open. Die Nummer zwei der Weltrangliste im Tennis setzte sich klar in drei Sätzen mit 6:2, 7:5 und 6:2 gegen den an sechster Stelle liegenden Schotten Andy Murray durch.[30]

### Mittwoch, 10. September 2008
- Meyrin/Schweiz: Der weltgrößte Teilchenbeschleuniger, der Large Hadron Collider des CERN bei Genf, nimmt seinen Betrieb auf.[31]

### Donnerstag, 11. September 2008

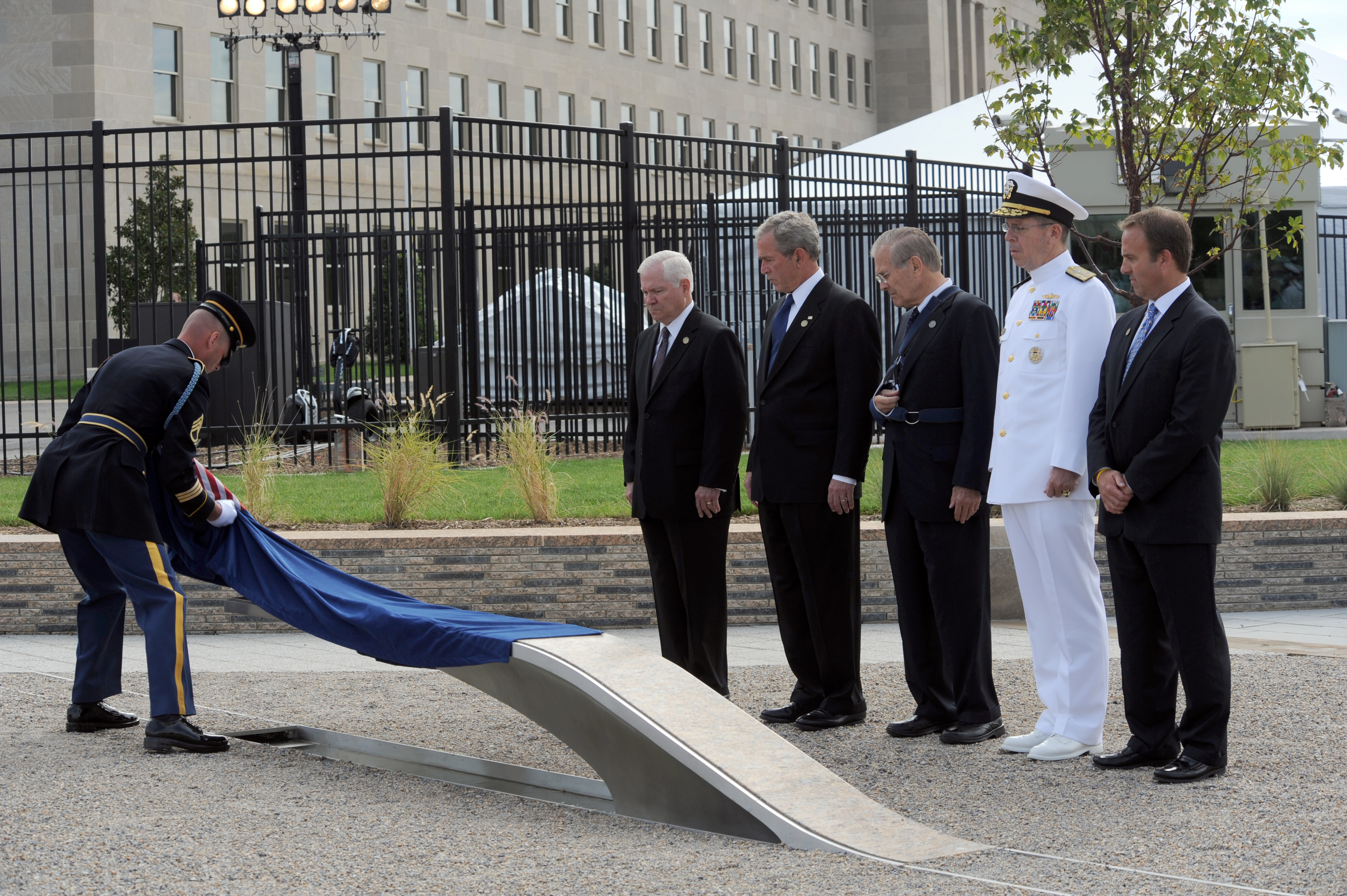
Einweihungszeremonie des Pentagon-Denkmals

- Arlington County, New York / Vereinigte Staaten: In den USA wird der Opfer der Terroranschläge am 11. September 2001 mit Gedenkfeiern und Schweigeminuten gedacht. Im Arlington County bei Washington, D.C. wird das Pentagon-Denkmal für die 184 Opfer des Anschlags auf das Pentagon enthüllt.[32]
- Calais/Frankreich: Nach dem Brand eines Lastwagens, bei dem 14 Personen verletzt werden, wird der Eurotunnel gesperrt.[33]
- Caracas/Venezuela, La Paz/Bolivien: Nach Ausschreitungen in Bolivien haben Bolivien und Venezuela ihre diplomatischen Beziehungen mit den Vereinigten Staaten ausgesetzt.[34]

### Freitag, 12. September 2008

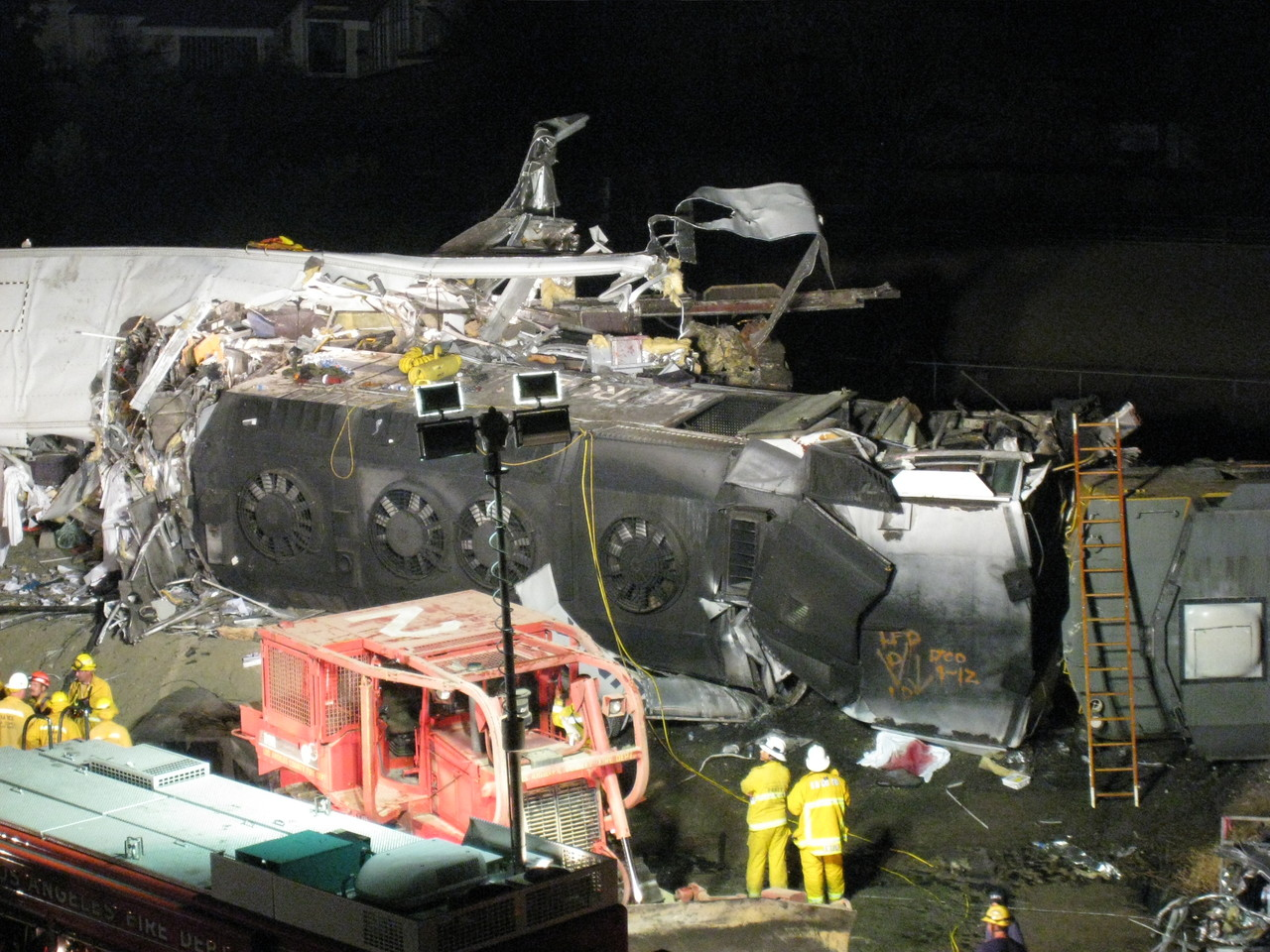
Verunglückter Zug in Chatsworth

- Bonn/Deutschland: Die Deutsche Bank steigt mit 29,75 % der Anteile bei der Postbank ein und wird damit größter Einzelaktionär.[35]
- Bonn/Deutschland: Nach Kundenprotesten und massivem Druck aus der Politik verzichtet die Deutsche Bahn auf die Schaltergebühr beim Fahrkarten-Kauf.[36]
- Chatsworth / Vereinigte Staaten: Bei der Kollision eines Vorortzugs mit einem Güterzug sterben in der Nähe von Los Angeles 25 Menschen und mindestens 135 weitere werden verletzt.[37][38]
- Wien/Österreich: Mitten im Wahlkampf beschließt der österreichische Nationalrat in seiner letzten Sitzung vor den Neuwahlen am 28. September mit wechselnden Mehrheiten einige Maßnahmen gegen die Teuerung sowie eine kurzfristig eingebrachte Gesetzesvorlage, dass Änderungen im EU-Vertrag künftig einer Volksabstimmung zu unterziehen seien. Außenministerin Ursula Plassnik (ÖVP) kritisiert diesen Beschluss von FPÖ und dem Noch-Regierungspartner SPÖ heftig und wirft dem neuen SP-Spitzenkandidaten Werner Faymann Populismus vor. Vizekanzler Wilhelm Molterer (ÖVP) und EU-Kommissar Vladimír Špidla (SP, Tschechien) wenden sich gegen den Plan der zwei Parteien, die Mehrwertsteuer auf Lebensmittel von zehn auf fünf Prozent zu senken. Dies widerspreche dem geltenden EU-Recht.[39]

### Samstag, 13. September 2008

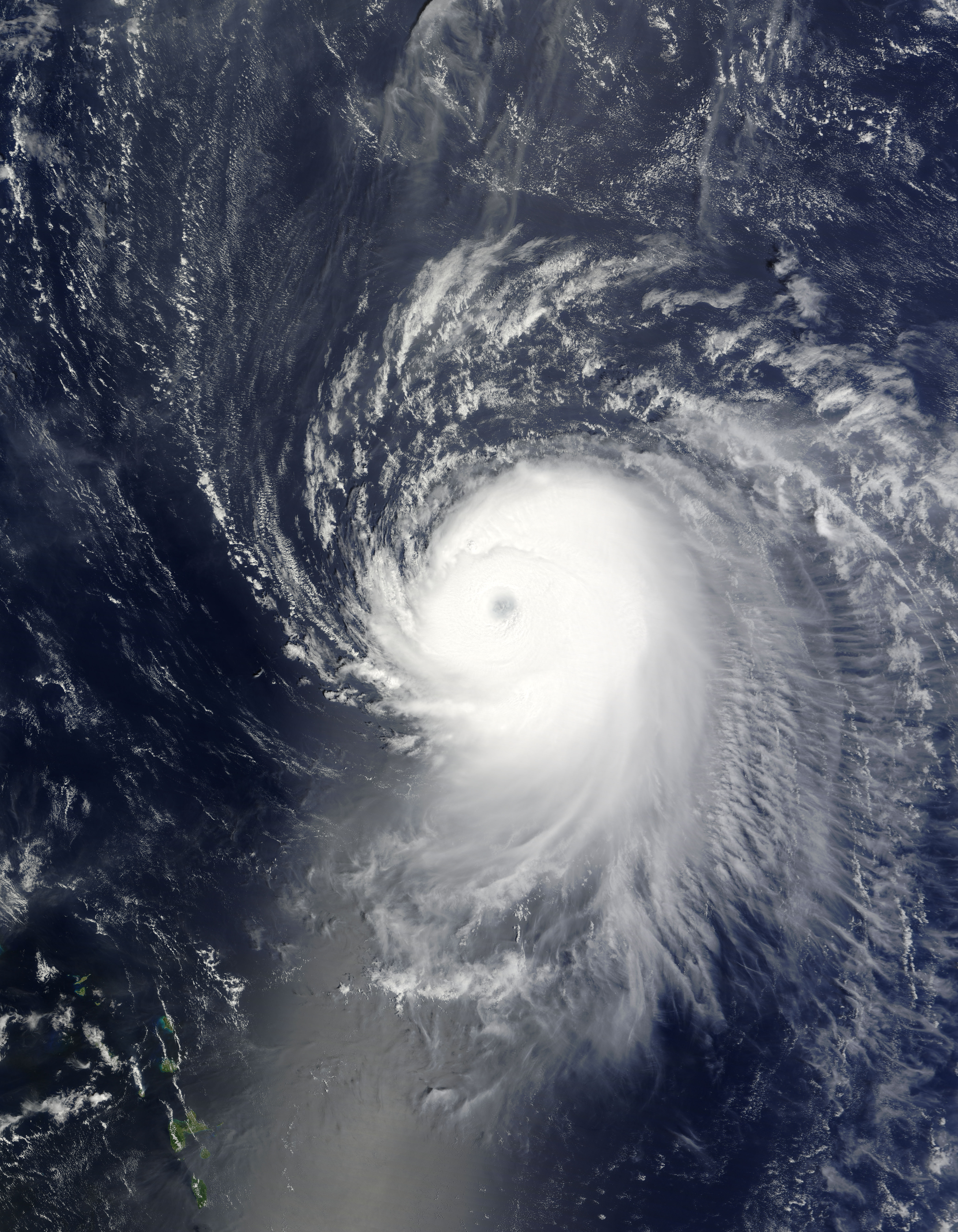
Hurrikan Ike

- Ahmedabad/Indien: Bei fünf Bombenanschlägen der indischen Mudschahedin in Ahmedabad kommen mindestens 45 Menschen ums Leben.[40]
- Charlotte / Vereinigte Staaten, London / Vereinigtes Königreich: Die traditionsreiche, von Zahlungsunfähigkeit bedrohte Investmentbank Merrill Lynch wird infolge der US-Bankenkrise bis zum 1. Januar 2009 von der Bank of America übernommen werden. Der Kaufpreis beträgt 50 Milliarden US-Dollar.[41]
- Galveston / Vereinigte Staaten: Hurrikan Ike trifft bei Galveston auf Land und überflutet die Stadt. Auch andernorts richtet der Hurrikan schwere Zerstörungen an, 4,5 Millionen sind in Großraum Houston von einem Stromausfall betroffen.[42]

### Sonntag, 14. September 2008
- Perm/Russland: Beim Landeanflug auf den Flughafen Perm stürzt eine Boeing 737-500 der Aeroflot (Aeroflot-Flug 821) ab. Dabei kommen alle 88 Insassen ums Leben, darunter auch ein deutscher Staatsangehöriger.[43]

### Montag, 15. September 2008
- Vereinigte Staaten: Die 2007 von den Vereinigten Staaten ausgehende Finanzkrise weitet sich zu einer tiefen US-Bankenkrise des nordamerikanischen Investment-Sektors aus. Innerhalb weniger Monate sind von den fünf größten Investmentbanken der USA drei vom Markt verschwunden: Nach den Insolvenzen von Bear Stearns und am 13. September von Merrill Lynch muss auch die viertgrößte US-Investmentbank Lehman Brothers die Zahlungsunfähigkeit anmelden. Die Spezialbank, die sich am Immobilienmarkt schwer verspekuliert hatte, rechnete zunächst mit einem potenten Käufer, doch sprangen am Wochenende nach einer koreanischen Großbank auch Barclays (GB) und die Bank of America ab. Lehman Brothers stehen befristet unter Gläubigerschutz, weil das US-Insolvenzrecht der Bank noch gestattet, Fremdmittel zu akquirieren. Doch geben die Fachleute dem Institut nur wenig Chancen. Die unerwartete Insolvenz hat die internationalen Aktienmärkte erschüttert und in nur zwei Tagen Verluste weit über zehn Prozent verursacht. Der bei weitem größte Crash der USA ist mit 640 Mrd. US-Dollar (454 Mrd. €) Bilanzsumme über sechsmal höher als jene des Telekom-Riesen MCI WorldCom im Jahre 2002. In Gefahr geraten auch große Versicherungen wie die AIG (American International Group), während die Europäische Zentralbank für den Bereich der EU teilweise Entwarnung gibt.[44][45]

### Dienstag, 16. September 2008
- Brüssel/Belgien: Eine vielbesuchte Konferenz der Europäischen Union zur Lage der Roma und anderer „Zigeuner“-Ethnien findet statt. Laut EU-Präsident José Manuel Barroso würden die etwa zehn Millionen Roma, die mit der EU-Erweiterung 2004 in die Union gekommen seien, nach wie vor diskriminiert, insbesondere in der Ostslowakei und in Rumänien. Sozialkommissar Vladimír Špidla betont, die EU müsse alle rechtlichen Möglichkeiten dagegen ausschöpfen und die Staaten zu mehr Engagement auffordern.[46]
- Washington, D.C. / Vereinigte Staaten: Angesichts der großen Schäden durch die Hurrikans „Gustav“ und „Ike“ setzt die US-Regierung das Handelsembargo gegen Kuba befristet aus und gestattet Lebensmittel-Lieferungen von 250 Mill. US-Dollar in den immer noch KP-regierten Inselstaat.[47]
- Washington, D.C. / Vereinigte Staaten: Der größte US-amerikanische Versicherer AIG erhält vom Federal Reserve System einen Überbrückungskredit in Höhe von 85 Milliarden US-Dollar und wird im Gegenzug verstaatlicht: Die US-Regierung übernimmt 79,9 Prozent der AIG-Anteile.[48][49]

### Mittwoch, 17. September 2008

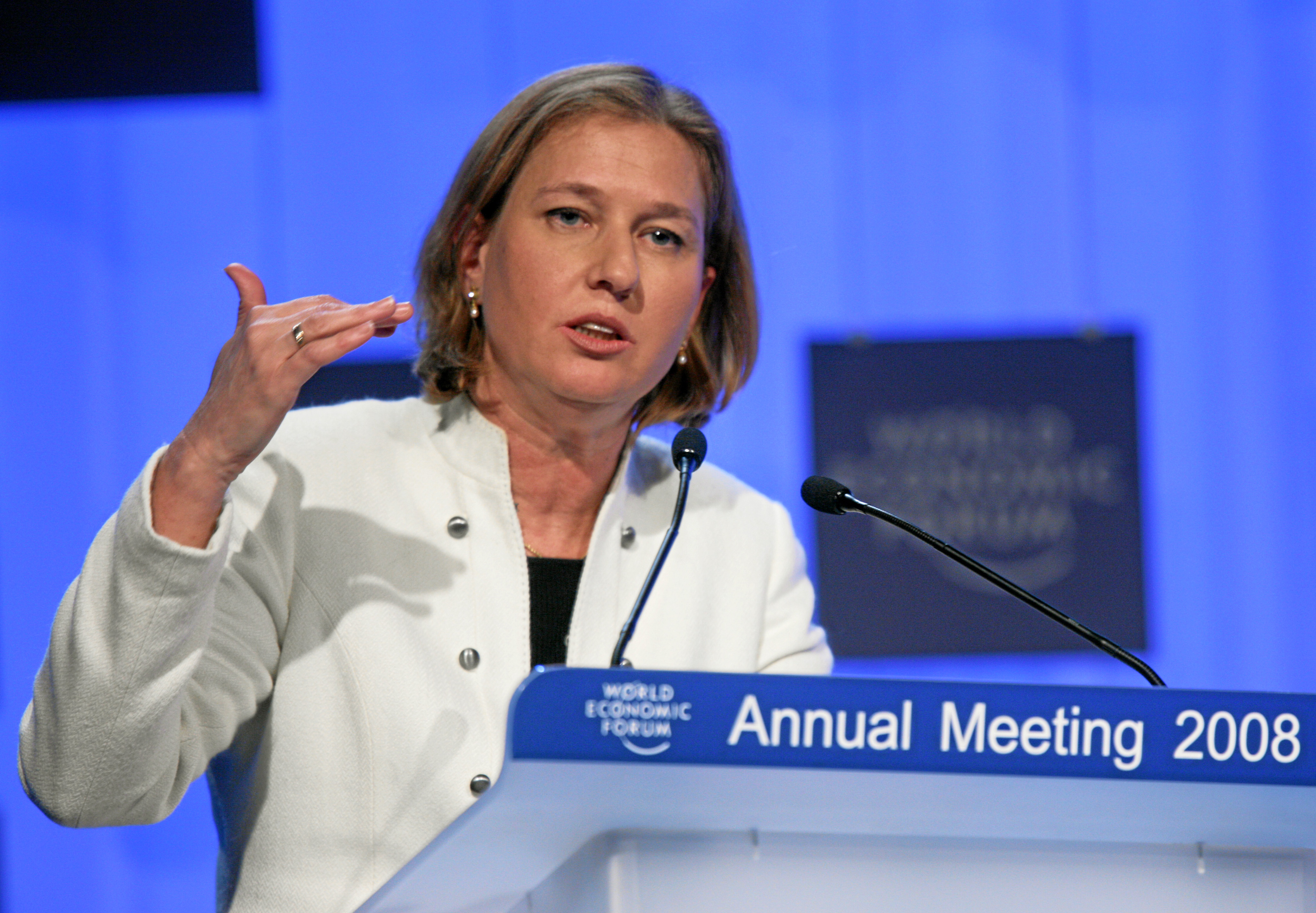
Tzipora Livni

- Bangkok/Thailand: Nach wochenlangen Demonstrationen der Opposition gegen Regierungschef Sundaravej wegen seiner Tätigkeit als TV-Koch tritt dieser zurück. Das Verfassungsgericht sah darin unzulässige Interessenkonflikte. Nachfolger wird ein Schwager des im Vorjahr gestürzten Premiers Thaksin Shinawatra, der bisherige Minister Somchai Wongsawat. Da dem neuen Premier früher Korruption vorgeworfen wurde, ist mit dem Fortdauern der innenpolitischen Krise zu rechnen. Die Wahl Somchais erfolgte mit der 63-prozentigen-Parlamentsmehrheit der Regierungskoalition, in der die Volkspartei (Nachfolgerin der vom Militär verbotenen Thaksin-Partei TTT) dominiert. Die oppositionelle Volksallianz für Demokratie (PAD) hatte die Regierung durch anhaltende Demonstrationen gezwungen, vom Regierungssitz auf den alten Don-Muang-Flughafen von Bangkok auszuweichen. Somchai will zur Lösung der Krise beitragen; die Menschen seien der ständigen Auseinandersetzungen müde.[50][51]
- Israel: Zur Nachfolgerin von Kadima-Parteichef Ehud Olmert wählen die Parteimitglieder die Außenministerin Tzipi Livni, die ihren Konkurrenten, den Verkehrsminister Schaul Mofas, knapp schlägt.[52]
- Sanaa/Jemen: Bei einem Anschlag auf die US-Botschaft in Jemen sterben 16 Menschen. Am Tag darauf werden 25 Verdächtige festgenommen, die erklärten al-Qaida anzugehören.[53]

### Donnerstag, 18. September 2008
- Frankfurt am Main/Deutschland, Tokio/Japan, Washington, D.C. / Vereinigte Staaten: Die Zentralbanken bieten aufgrund der weltweiten Finanzkrise ab 2007 mehr als 180 Milliarden US-Dollar an, um Spannungen auf dem Geldmarkt zu lindern. Bei der Europäischen Zentralbank können die Banken am Donnerstag bis zu 40 Milliarden US-Dollar für einen Tag aufnehmen, hinzu kommt ein Euro-Schnelltender mit einem offen gelassenen Volumen. Die Bank of Japan bietet zum ersten Mal in ihrer Geschichte US-Dollar an.[54]

### Freitag, 19. September 2008
- Gilf el-Kebir/Ägypten: Eine 19-köpfige Reisegruppe, bestehend aus elf Touristen (fünf Deutsche, fünf Italiener und eine Rumänin) sowie acht Reisebegleitern, wird in der ägyptischen Region Gilf el-Kebir entführt.[55]
- Neapel/Italien: Bei zwei Schießereien in der Nähe von Neapel sterben sieben Menschen. Als Grund werden Machtkämpfe im Drogenmilieu vermutet.[56]
- Washington, D.C. / Vereinigte Staaten: Angesichts der kulminierenden Finanzkrise schlägt US-Finanzminister Henry Paulson einen Rettungsplan (Paulson-Plan) im Umfang von 700 Mrd. US-Dollar vor. Der Fonds soll weitere Insolvenzen von US-Banken und Finanzinstituten verhindern, indem der Staat die betroffenen Unternehmen liquid hält und im Gegenzug größere Aktienpakete übernimmt.[57]

### Samstag, 20. September 2008

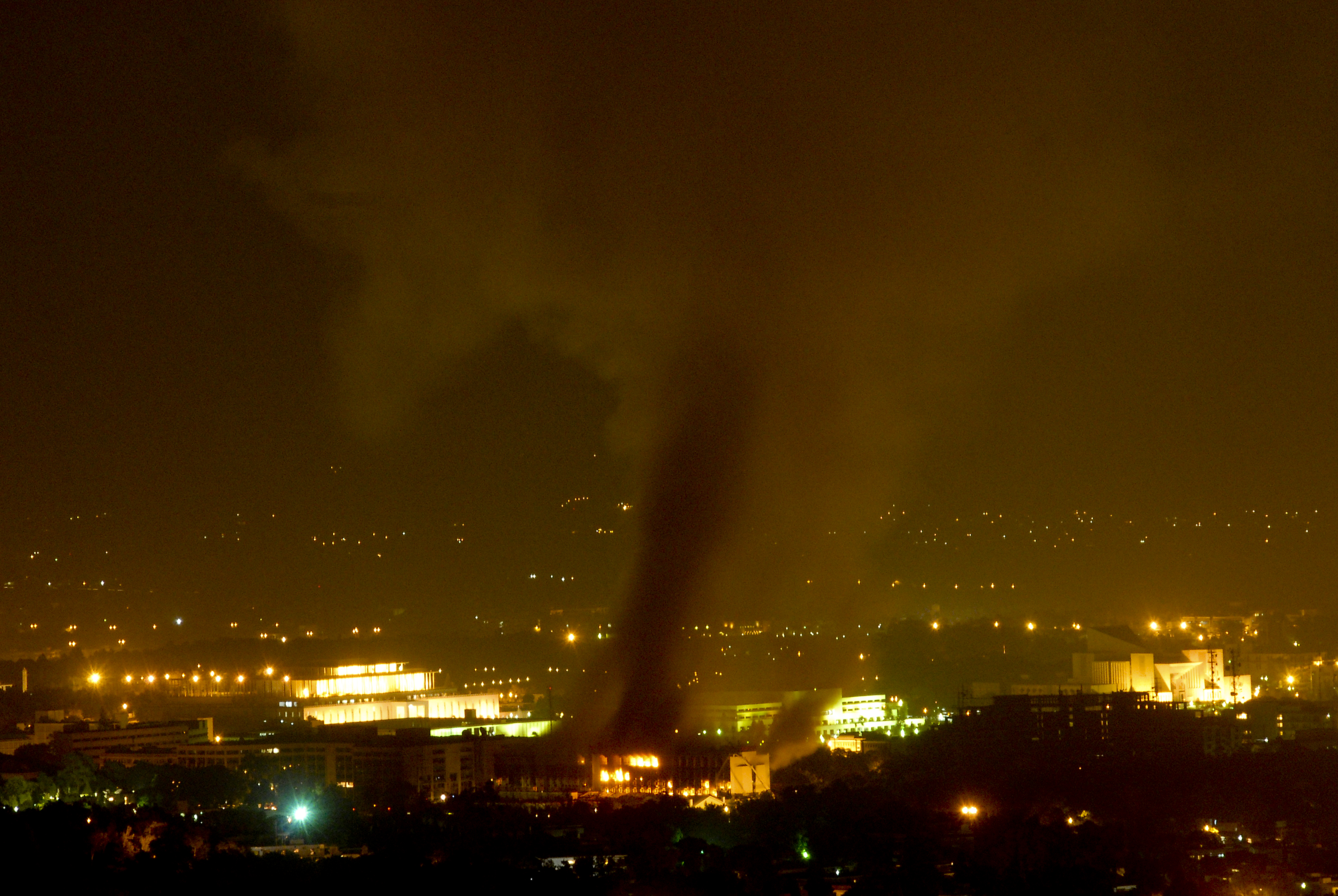
Rauch über dem Marriott-Hotel in Islamabad

Large Hadron Collider

- Genf/Schweiz: Der weltgrößte Teilchenbeschleuniger Large Hadron Collider am CERN muss nach einer Panne im Kühlsystem für zwei Monate abgeschaltet werden. Der Beschleuniger wurde bereits am Donnerstag für kurze Zeit wegen Stromproblemen abgeschaltet.[58]
- Islamabad/Pakistan: Bei einem Selbstmordattentat mit einem mit Sprengstoff beladenen Auto auf das Marriott-Hotel in der pakistanischen Hauptstadt sterben mindestens 60 Menschen.[59]
- Köln/Deutschland: Der so genannte „Anti-Islamisierungskongress“ der unter dem Verdacht des Rechtsextremismus stehenden Bürgerbewegung pro Köln wird durch die Polizei abgebrochen. Zuvor protestierten 50.000 Menschen unter dem Motto „Köln stellt sich quer“ friedlich gegen die Veranstaltung.[60]
- Pretoria/Südafrika: Der südafrikanische Präsident Thabo Mbeki kündigt seinen Rücktritt an. Er bleibt noch im Amt, bis sein Nachfolger, vermutlich Jacob Zuma, gewählt ist.[61]

### Sonntag, 21. September 2008
- Jerusalem/Israel: Ehud Olmert kündigt seinen Rücktritt als israelischer Ministerpräsident an.[62]
- Ljubljana/Slowenien: Die Sozialdemokraten mit Borut Pahor gewinnen die Wahlen zum slowenischen Nationalrat mit knapper Mehrheit vor den Slowenischen Demokraten unter dem bisherigen Premierminister Janez Janša.[63]
- Los Angeles / Vereinigte Staaten: Bei der 60. Verleihung des Fernsehpreises Emmy wird u. a. die Folge Vergiss-Marge-Nicht der Zeichentrickserie Die Simpsons ausgezeichnet.[64]

### Montag, 22. September 2008

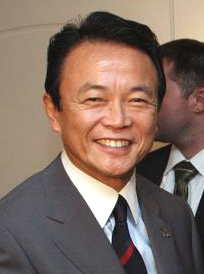
Tarō Asō

- Bern/Schweiz: Hans-Rudolf Merz, Schweizer Politiker und derzeitiger Bundesrats-Vizepräsident, erlitt einen Herz-Kreislauf-Stillstand und wurde ins Berner Inselspital gebracht. Dort wurde er operiert und bekam dabei fünf Bypässe gelegt.[65]
- New York / Vereinigte Staaten: Angesichts der Ausweitung der US-Finanz- und Bankenkrise geben die Investmentgesellschaften Goldman Sachs und Morgan Stanley ihren rechtlichen Status als Investmentbank auf und unterstellen sich der Bankenaufsicht des Federal Reserve Systems. Sie erhalten den neuen Status Universalbank.[66]
- Tokio/Japan: Aus der Wahl des Vorsitzenden der japanischen Liberaldemokratischen Partei geht Tarō Asō als klarer Sieger hervor. Seine Wahl zum Nachfolger von Premierminister Yasuo Fukuda im Parlament ist für den 24. September geplant.[67]

### Dienstag, 23. September 2008

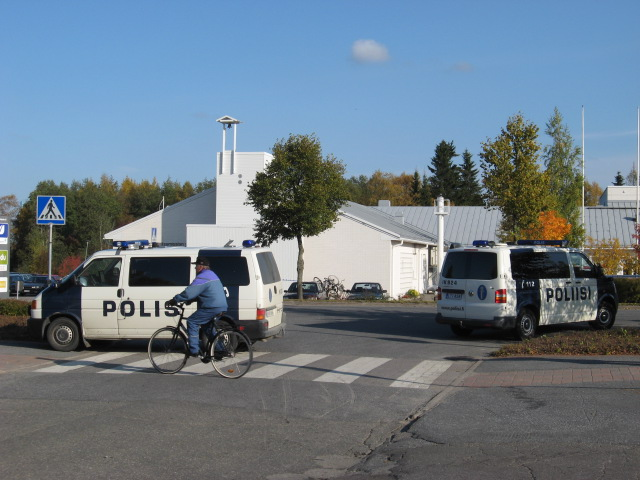
Die Schule in Kauhajoki wenige Stunden nach dem Amoklauf

- Düsseldorf/Deutschland: Die „Düsseldorf Arcaden“ werden eröffnet.
- Kauhajoki/Finnland: Bei einem Amoklauf an einer Berufsschule der südfinnischen Kleinstadt Kauhajoki werden zehn Menschen getötet. Der Amokläufer wird festgenommen und erliegt später seinen Verletzungen.[68]
- Pretoria/Südafrika: Nach dem Rücktritt von Thabo Mbeki reichen aus Loyalität elf Minister Rücktrittsgesuche ein, darunter Finanzminister Trevor Manuel.[69]

### Mittwoch, 24. September 2008
- Genf/Schweiz: Der Teilchenbeschleuniger Large Hadron Collider steht nun bis zum Frühjahr 2009 still. Von November bis März sind ohnehin Wartungsarbeiten geplant.[70]
- Tokio/Japan: Taro Aso wird zum neuen Premier gewählt.[71]
- Tórshavn/Färöer: Die Landesregierung der Färöer wird neu gebildet. Der sozialdemokratische Ministerpräsident Jóannes Eidesgaard verzichtet auf sein Amt zugunsten des bisherigen Oppositionsführers Kaj Leo Johannesen (Unionisten). Den mitregierenden Linksrepublikanern unter Høgni Hoydal wurde zuvor von Eidesgaard das Vertrauen in der Koalition entzogen.

### Donnerstag, 25. September 2008
- Peking/China: Die dritte bemannte Weltraummission in China startet vom Kosmodrom Jiuquan. An Bord des Raumschiffes Shenzhou 7 an der Spitze der Trägerrakete Langer Marsch 2-F befinden sich drei Taikonauten.[72]
- Pretoria/Südafrika: Kgalema Motlanthe, der Vizechef des ANC, wird nach dem Rücktritt von Thabo Mbeki zum Übergangspräsidenten gewählt, bevor er vermutlich von Jacob Zuma abgelöst wird.[73]
- Tel Aviv/Israel: Paul McCartney gibt vor 45.000 Zuschauern das größte Popkonzert in der Geschichte Israels.[74]

### Freitag, 26. September 2008
- Calais/Frankreich: Der Schweizer Yves Rossy hat mit seinem umgeschnallten Fluggleiter den etwa 35 Kilometer breiten Ärmelkanal zwischen Calais und Dover in weniger als zehn Minuten in einer Flughöhe von etwa 2.500 Metern überquert.[75]
- Golf von Aden: Somalische Piraten kapern und entführen ein ukrainisches Schiff mit 33 T-72-Panzern.[76]
- Köln/Deutschland: Die Polizei nimmt auf dem Flughafen Köln/Bonn zwei Terrorverdächtige fest. Aus Abschiedsbriefen der beiden geht hervor, dass sie sich am Dschihad beteiligen wollten.[77]
- Washington, D.C. / Vereinigte Staaten: Barack Obama und John McCain treten zu ihrem ersten gemeinsamen TV-Duell an.[78]

### Samstag, 27. September 2008
- Damaskus/Syrien: Bei der Explosion einer Autobombe kommen mindestens 17 Menschen ums Leben.[79]

### Sonntag, 28. September 2008

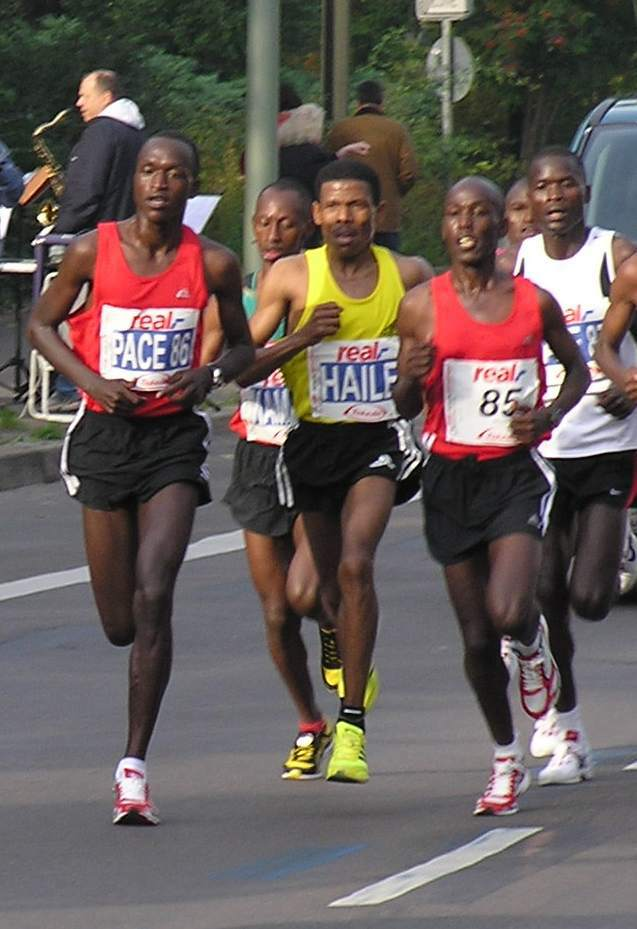
Spitzengruppe des Berlin-Marathons

Sitzverteilung im Bayerischen Landtag

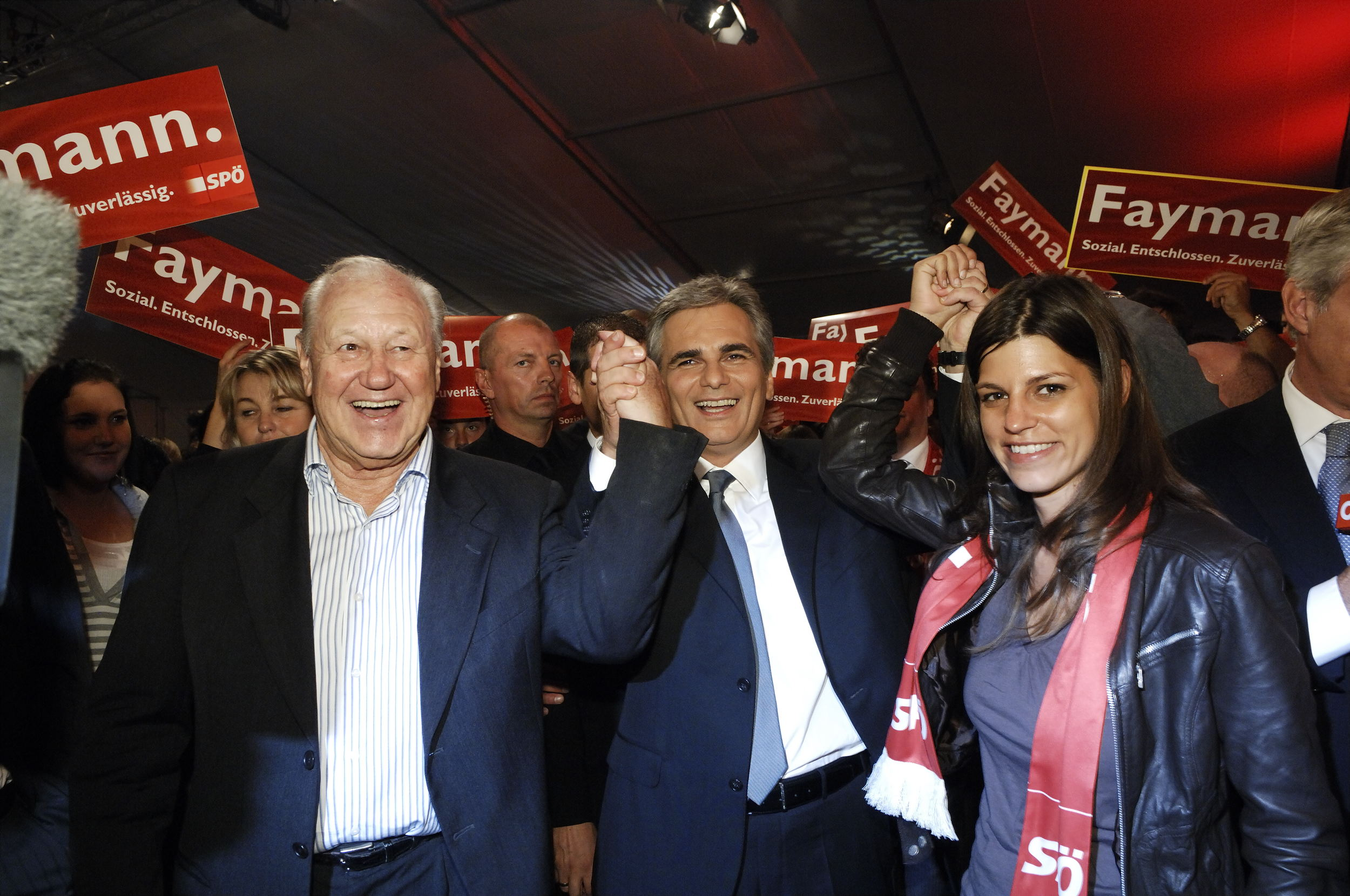
Werner Faymann (Mitte) im Zelt der SPÖ

- Berlin/Deutschland: Der Äthiopier Haile Gebrselassie stellt einen neuen Weltrekord im Marathon auf. Beim Berlin-Marathon absolviert er die 42,195 km in 2 Stunden 3 Minuten 59 Sekunden und unterbietet seine eigene Bestmarke aus dem Vorjahr um 27 Sekunden.[80]
- Minsk/Belarus: Bei der Parlamentswahl in Belarus 2008 verpasst die erstmals bei belarussischen Wahlen zugelassene Oppositionspartei Vereinigte demokratische Kräfte den Einzug ins Parlament.[81] Die Opposition wirft der Wahlkommission Betrug vor.[82]
- München/Deutschland: Bei der Landtagswahl in Bayern 2008 verliert die CSU fast ein Viertel ihrer Stimmen, während die FDP und die Freien Wähler mit acht bzw. zehn Prozent der Wählerstimmen wieder in den Landtag einziehen. Wegen des Verlustes ihrer absoluten Mehrheit muss sich die CSU nun einen Koalitionspartner suchen. Kolportiert wird ein baldiger Rücktritt von Parteichef Huber.[83]
- Potsdam/Deutschland: Bei den Kommunalwahlen in Brandenburg 2008 erzielen die SPD und die Die Linke mehr Stimmen als die CDU, welche die letzten Kommunalwahlen 2003 gewann.[84]
- Wien/Österreich: Bei der Nationalratswahl in Österreich 2008 erleiden die Regierungsparteien SPÖ und ÖVP historische Verluste und sinken auf 29 % beziehungsweise 26 % der Wählerstimmen, während die rechten Parteien FPÖ und BZÖ zusammen 29 % erreichen. Die SPÖ als stärkste Partei wird mit Werner Faymann vermutlich den nächsten Bundeskanzler stellen.[85]

### Montag, 29. September 2008
- New York / Vereinigte Staaten: Nach dem gescheiterten Rettungsversuch der US-Regierung für die amerikanischen Banken stürzt der Dow-Jones-Index um 777 Punkte oder rund acht Prozent ab. Diesem höchsten Tagesminus seiner Geschichte steht allerdings ein dreimal höherer Tagesverlust des Börsenindex im Jahr 1986 gegenüber.[86]
- Tschad: Die vor zehn Tagen in Ägypten entführten elf Touristen und ihre acht Reisebegleiter werden im Tschad mit militärischer Hilfe befreit. Zuvor wurden sie in den Sudan, nach Libyen und zuletzt in den Tschad verschleppt.[87]
- Washington, D.C. / Vereinigte Staaten: Der vom Finanzminister und der Notenbank vorgelegte Paulson-Plan, der 700 Mrd. US-Dollar zur Stabilisierung der Finanzmärkte und Übernahme gefährdeter Banken vorsieht, wird vom US-Repräsentantenhaus mit knapper Mehrheit verworfen. Eine modifizierte Fassung mit Steuersenkungen und parlamentarischen Kontrollrechten wird Anfang Oktober dem Senat vorgelegt.[88]

### Dienstag, 30. September 2008

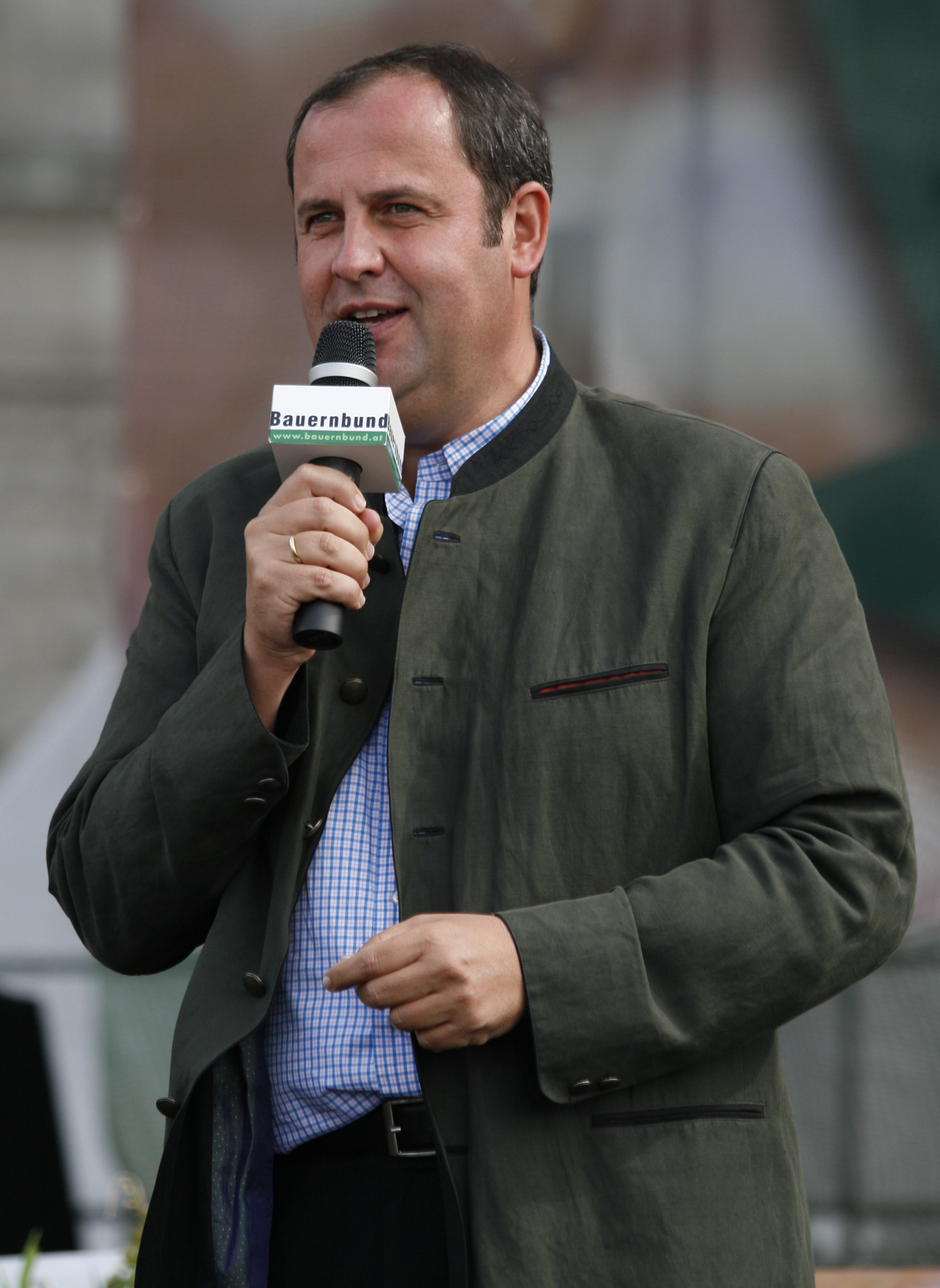
Josef Pröll

- Houston / Vereinigte Staaten: Die Weltraumorganisation NASA gibt bekannt, dass das Lidar-Laser-Instrument der Raumsonde Phoenix den ersten Nachweis für Schneefall auf dem Mars erbrachte.[89]
- Jodhpur/Indien: Eine Massenpanik vor dem Chamunda-Tempel in der Nähe von Jodhpur im indischen Bundesstaat Rajasthan fordert mindestens 224 Menschenleben.[90]
- München/Deutschland: Der Vorsitzende der Christlich-Sozialen Union in Bayern Erwin Huber gibt seinen Rücktritt zum 25. Oktober bekannt.[91]
- Wien/Österreich: Vizekanzler und ÖVP-Vorsitzender Wilhelm Molterer, dessen Partei bei der Nationalratswahl sieben Prozent der Stimmen verloren hat, gibt seinen Rücktritt als Parteichef bekannt. Der Parteivorstand wählt einstimmig den Umweltminister Josef Pröll zum Geschäftsführer, der sich bei einem Sonderparteitag noch im Oktober der Wahl stellen wird.[92]
- Wiesbaden/Deutschland: Bei einer Probeabstimmung im hessischen Landtag erhält Andrea Ypsilanti (SPD) 56 Stimmen von Abgeordneten der SPD, der Grünen und der Linken. Eine Koalition mit der Fraktion der Linken schloss die SPD zuvor aus, jedoch benötigt Ypsilanti mehr Stimmen als die der SPD und der Grünen, um die mehrheitliche Zustimmung der Abgeordneten zu erreichen. Sie wertet den Ausgang der Probeabstimmung als Signal, sich im November der Wahl zur Ministerpräsidentin stellen zu können.[93]

## Weblinks

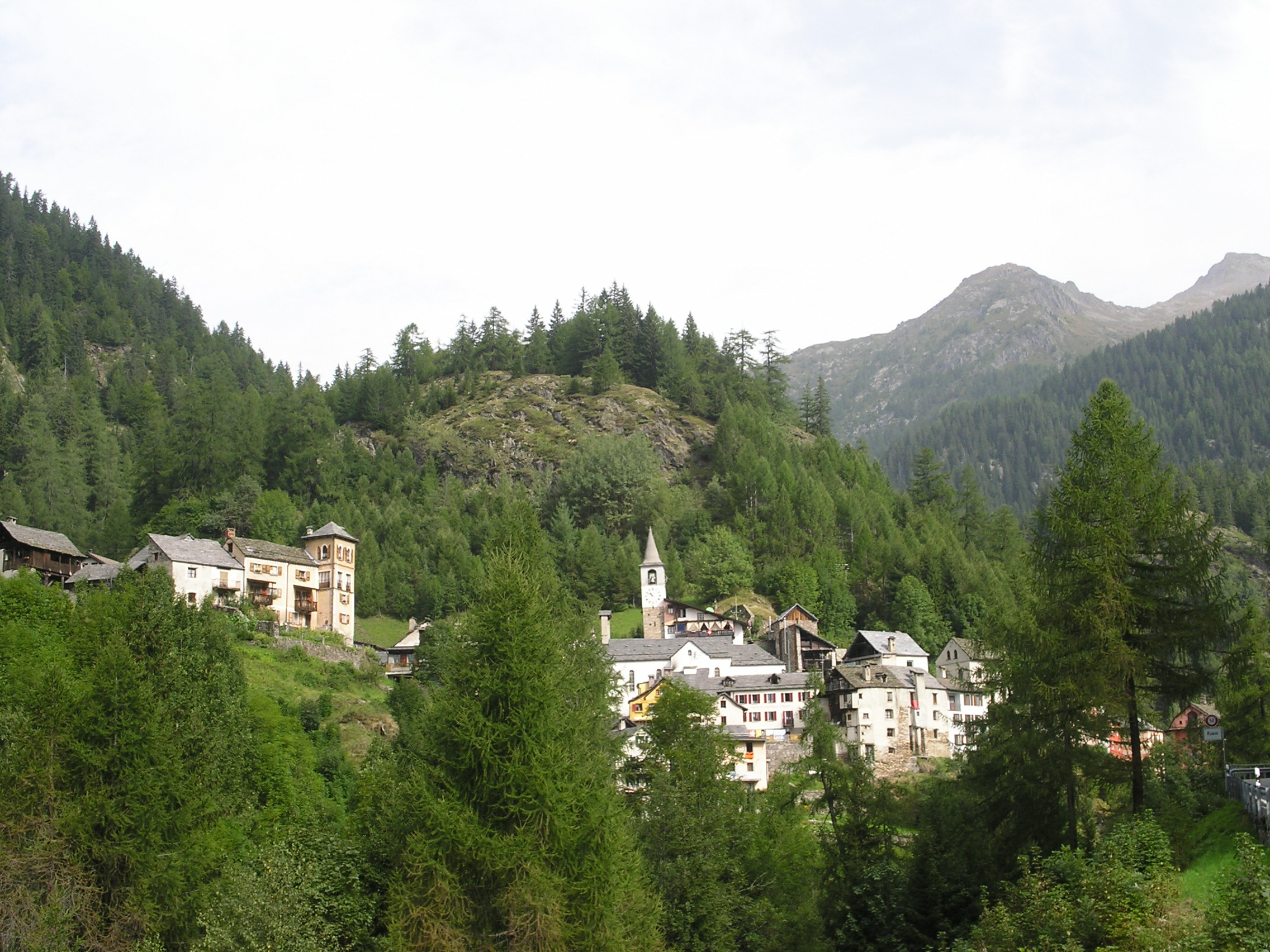
Kanton Tessin im September 2008